# 狐狸座T
狐狸座T，又名BD+27 3890，HD 198726、SAO 89216、HR 7988，是狐狸座的一颗恒星，视星等为5.77，位于銀經72.13，銀緯-10.15，其B1900.0坐标为赤經20h 47m 13.4s，赤緯+27° -10.15′ 32″。